# Isälv

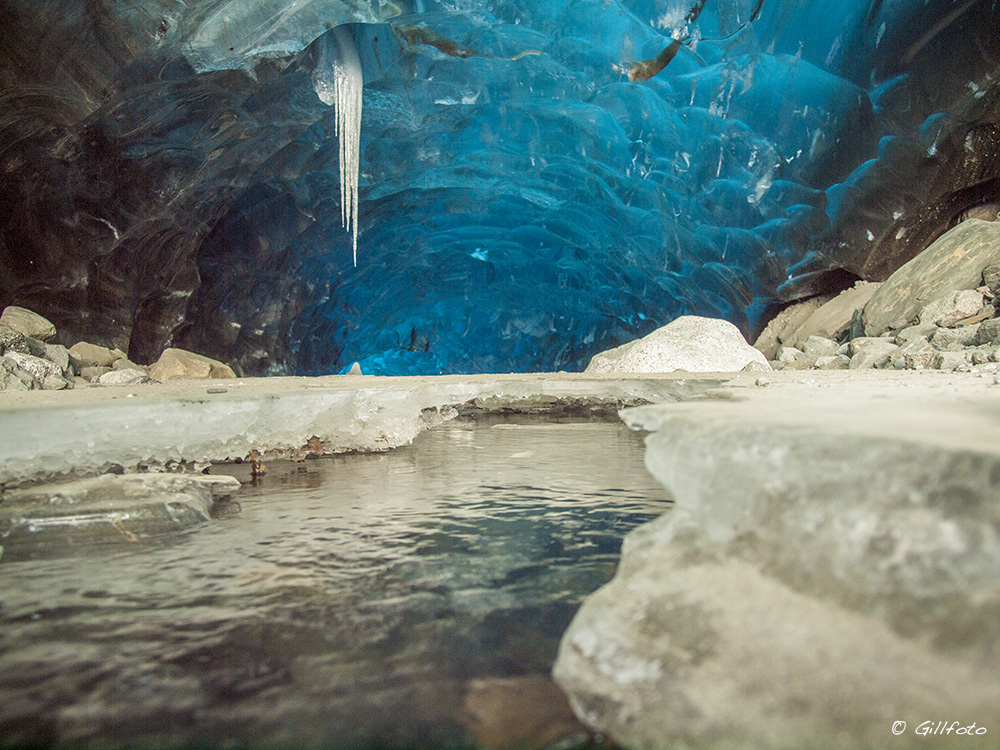
Isgrotta med isälv i Mendenhallglaciären, Alaska.

En isälv är utflödet av smältvatten under en glaciär eller inlandsis. I en sådan älv flödar förutom vatten även stora mängder grus, slam och stenar som glaciären har schaktat ihop under sin tillväxt. På grund av isens tryck ovanifrån och innehållet av slipande grus, kan isälven karva ut sin egen väg genom grottor i isberget. 
Rullstensåsar,  jättegrytor och kanjoner är spår av isälvar från slutet av istiden.
När isälven mynnar i vatten bildas ett isälvsdelta. Där släpps materialet, det tyngsta först och finare och finare material längre ut. Materialet som släpps blir således sorterat. Isälvsdeltat är subakvatiskt och stillastående.